# 加拿大裔美國人
加拿大裔美國人（英語：Canadian American），指在加拿大出生，或大部份時間在此成長，但之後移民美國，擁有美國國籍的人。它也可以用來指，在美國出生、長大，但是其父母之一來自加拿大，移民至美國的人；或是其祖先來自加拿大，對於加拿大擁有認同感的人。這是個寬鬆的名詞，主要用來表達這個人雖然擁有美國國籍，但與加拿大之間有緊密的關連。